# Goczałkowice-Stausee
Der Goczałkowice-Stausee (polnisch: Jezioro Goczałkowickie oder Zbiornik Goczałkowicki) entstand 1956 nach Aufstauung der Weichsel am Staudamm in Goczałkowice-Zdrój. Gegenwärtig dient er als Hochwasserschutz, Naherholungsgebiet und liefert Trinkwasser für das Oberschlesische Industriegebiet.
Zum größten Teil wurde Zarzecze überschwemmt, darunter die Ortsmitte mit der Kirche.

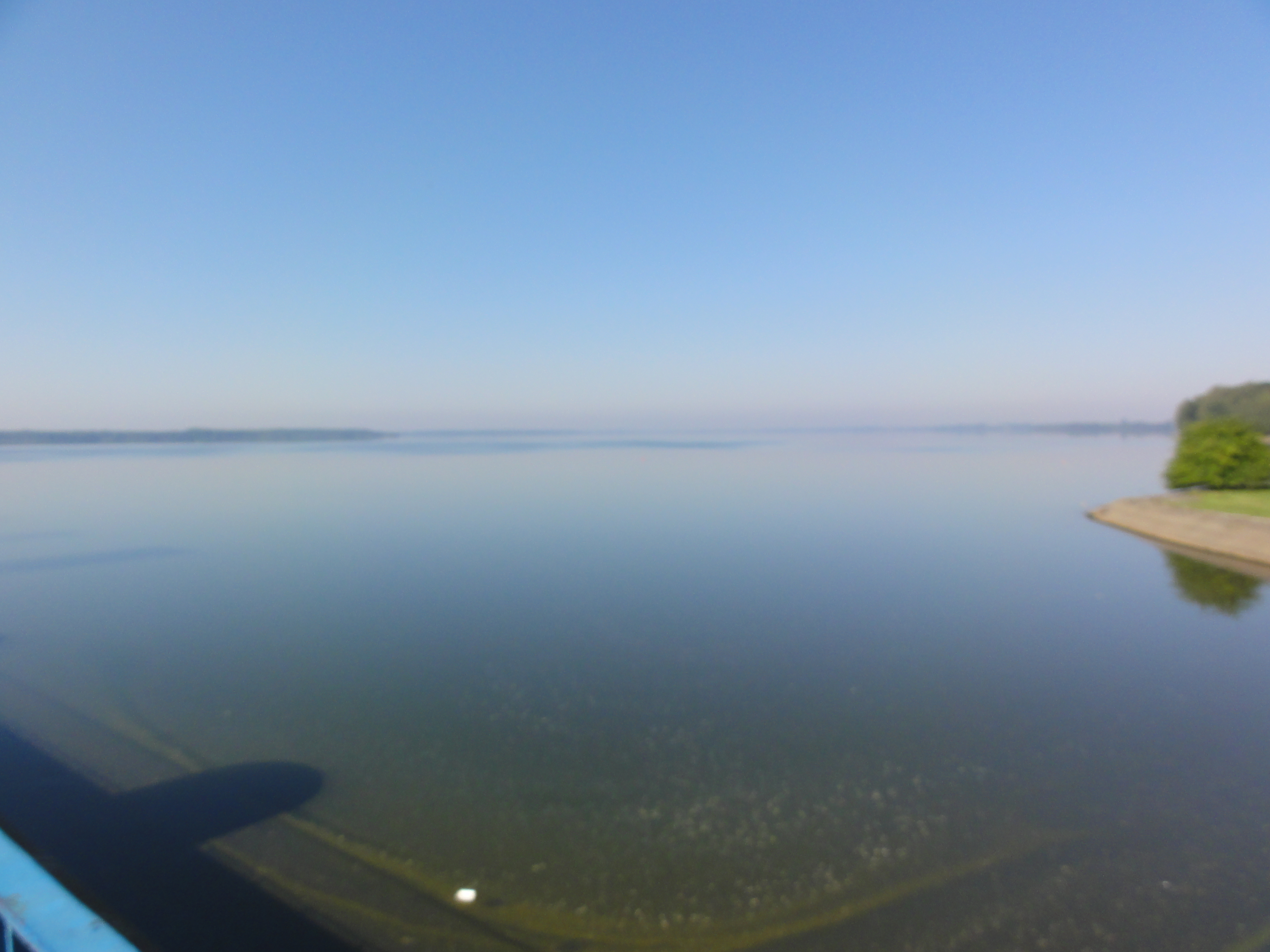
Stausee – Blick aus dem Damm
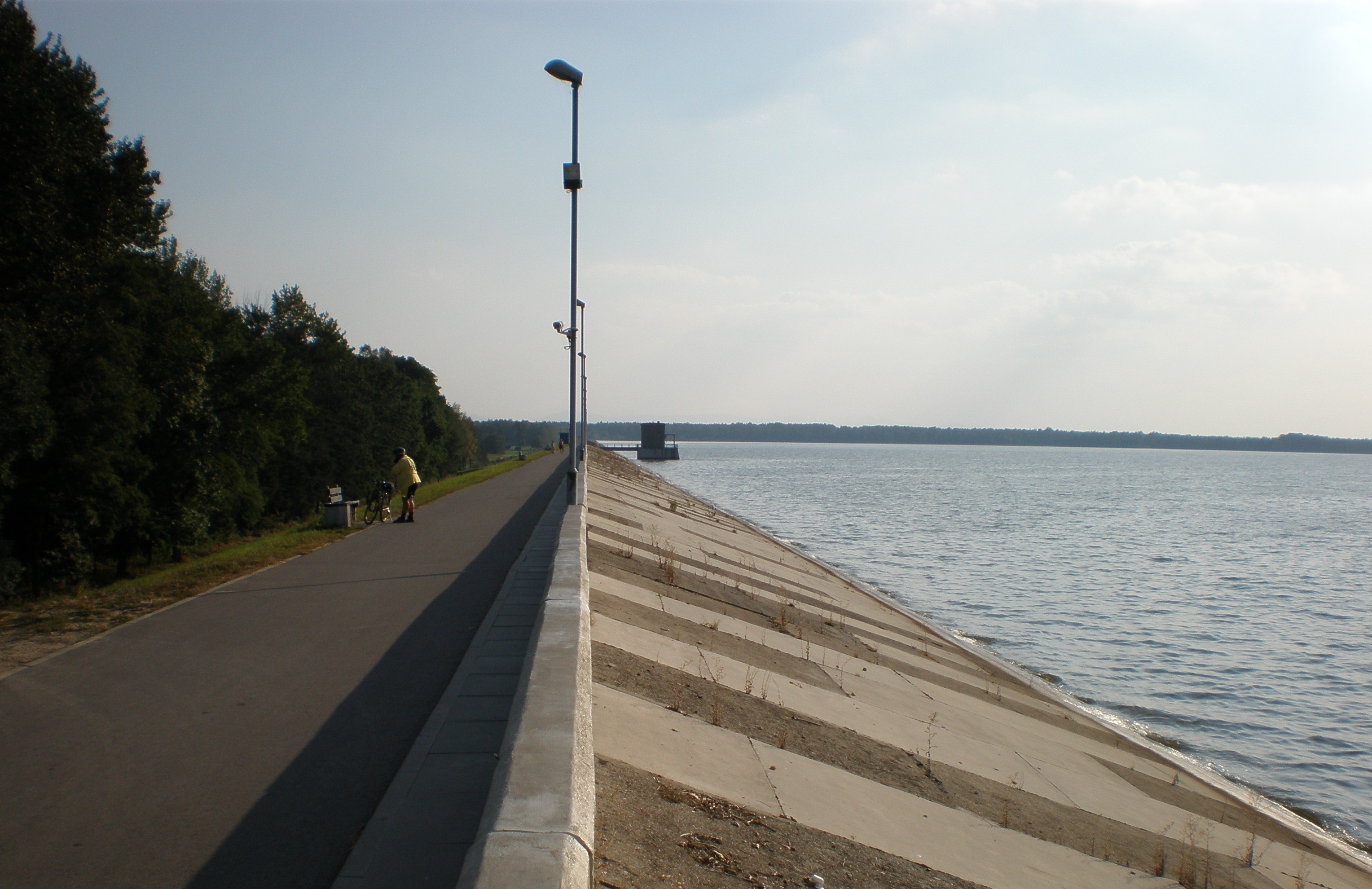
Spazierweg